# Nekrolog Oktober 2003
Nekrolog
◄◄
| ◄
| 1999
| 2000
| 2001
| 2002
| 2003 | 2004 | 2005 | 2006 | 2007 | ► | ►►
Januar |
Februar |
März |
April |
Mai |
Juni |
Juli |
August |
September |
Oktober |
November |
Dezember 2003
Weitere Ereignisse | Allgemeiner Nekrolog 2003
Die Beschreibung der verstorbenen Person sollte so kurz wie möglich gehalten sein und nur deren signifikante Tätigkeit(en) enthalten.
Neue Namen ggf. auch unter dem Geburts- und Sterbedatum, also etwa unter 1. Januar und im Geburts- und Sterbejahr (2024) eintragen (nur bei entsprechender großer Wichtigkeit). Für Beispiele siehe die schon vorhandenen Artikel.
Außerdem über die fünf zuletzt Verstorbenen, zu denen es einen ausreichend guten Artikel für eine Präsentation auf der Hauptseite gibt, nach der todesbedingten Überarbeitung der Artikel ggf. auch unter Wikipedia Diskussion:Hauptseite informieren und sie am besten auch in den anderen Wikipedia-Sprachversionen eintragen. Tipp: Regelmäßig bei news.google.de nach „ist tot“, „gestorben“ oder „verstorben“ suchen.
Wenn eine Person gestorben ist, gibt es viele Seiten zu dieser Person in der Wikipedia, die davon auch betroffen sind und entsprechend aktualisiert werden müssen. Beispiele: Namenübersichtsseite, Geburtsjahr, Geburtsort-Seiten und viele mehr.
Wie finde ich die betroffenen Seiten?
Im Suchfeld auf der linken Seite gibt man den Suchbegriff so ein: „Vorname Nachname“. Dann klickt man auf Volltext und alle Seiten mit entsprechendem Suchtext werden aufgerufen. Hier sieht man dann schnell, wo auch das Todesjahr Sinn macht oder sogar ein Teil des Artikels angepasst werden muss. Auch hilft das „Werkzeug“ auf der linken Seite sehr gut, um solche Seiten aufzufinden: „Links auf diese Seite“. Somit ist die Wikipedia wieder aktuell in allen Bereichen! Hinweis: bei Eintragung der Kategorie „Gestorben JAHR“ wird der Missbrauchsfilter 49 ausgelöst, was jedoch nicht schlimm ist. Siehe: Spezial:Missbrauchsfilter/49
Dies ist eine Liste von im Oktober 2003 verstorbenen bekannten Persönlichkeiten. Die Einträge erfolgen innerhalb der einzelnen Daten alphabetisch sortiert. Tiere sind im Nekrolog für Tiere zu finden.

## Oktober
| Tag         | Name                                | Beruf, bekannt als                                                                                              | Alter | Beleg |
| ----------- | ----------------------------------- | --- | ----- | ----- |
| 1. Oktober  | Richard Achenbach                   | deutscher Diplomat                                                                                              | 87    |       |
| 1. Oktober  | John Brim                           | US-amerikanischer Blues-Musiker                                                                                 | 81    |       |
| 1. Oktober  | Marshall D. Gates                   | US-amerikanischer Chemiker                                                                                      | 88    |       |
| 1. Oktober  | Beulah Gundling                     | US-amerikanische Synchronschwimmerin                                                                            | 87    |       |
| 1. Oktober  | Huntington Hardisty                 | US-amerikanischer Admiral der US Navy                                                                           | 74    |       |
| 1. Oktober  | Ernst Haselwanter                   | österreichischer Politiker (SPÖ), Abgeordneter zum Nationalrat                                                  | 83    |       |
| 1. Oktober  | Beate Hasenau                       | deutsche Filmschauspielerin, Synchronsprecherin und Kabarettistin                                               | 67    |       |
| 1. Oktober  | Joachim Havard de la Montagne       | französischer Komponist und Organist                                                                            | 75    |       |
| 1. Oktober  | Frank Heine                         | deutscher Grafiker und Schriftgestalter                                                                         |       |       |
| 1. Oktober  | Chubby Jackson                      | US-amerikanischer Jazzmusiker (Bassist, Komponist)                                                              | 84    |       |
| 1. Oktober  | Zbigniew Lengren                    | polnischer Karikaturist, Grafiker, Illustrator und Dichter                                                      | 84    |       |
| 1. Oktober  | Horst Linowski                      | deutscher Kranfahrer, Opfer der DDR-Diktatur                                                                    |       |       |
| 1. Oktober  | Wiktor Fjodorowitsch Malzew         | sowjetischer Diplomat und Politiker (KPdSU)                                                                     | 86    |       |
| 1. Oktober  | Julie Parrish                       | US-amerikanische Schauspielerin                                                                                 | 62    |       |
| 1. Oktober  | Peter Schubert                      | deutscher Albanologe und Diplomat                                                                               | 65    |       |
| 2. Oktober  | Gleb Axelrod                        | sowjetisch-russischer klassischer Pianist und Musikpädagoge                                                     | 79    |       |
| 2. Oktober  | John Thomas Dunlop                  | US-amerikanischer Politiker und Hochschullehrer                                                                 | 89    |       |
| 2. Oktober  | Otto Günsche                        | deutscher SS-Hauptsturmführer und persönlicher Adjutant Hitlers                                                 | 86    |       |
| 2. Oktober  | Gunther Philipp                     | österreichischer Schauspieler                                                                                   | 85    |       |
| 3. Oktober  | Joop Bakker                         | niederländischer Politiker (ARP und CDA)                                                                        | 82    |       |
| 3. Oktober  | Douglas Bower                       | britischer Offizier der Luftstreitkräfte des Vereinigten Königreichs                                            | 83    |       |
| 3. Oktober  | André Büssing                       | deutscher Psychologe und Inhaber des Lehrstuhls für Psychologie der Technischen Universität München             | 53    |       |
| 3. Oktober  | Tish Daija                          | albanischer Komponist                                                                                           | 77    |       |
| 3. Oktober  | Louis Marotti                       | US-amerikanischer Footballspieler                                                                               | 88    |       |
| 3. Oktober  | Hagen Galatis                       | deutscher Musiker; Arrangeur und Komponist                                                                      |       |       |
| 3. Oktober  | Gustav Sjöberg                      | schwedischer Fußballtorhüter                                                                                    | 90    |       |
| 3. Oktober  | William Steig                       | US-amerikanischer Cartoonzeichner                                                                               | 95    |       |
| 3. Oktober  | Winifred Watkins                    | britische Biochemikerin                                                                                         | 79    |       |
| 4. Oktober  | Jens Asby                           | dänischer Schauspieler                                                                                          | 91    |       |
| 4. Oktober  | Reinhard Daugs                      | deutscher Sportwissenschaftler und Hochschullehrer                                                              |       |       |
| 4. Oktober  | Hanadi Dscharadat                   | palästinensische Selbstmordattentäterin                                                                         | 28    |       |
| 4. Oktober  | Josef Ledwohn                       | deutscher Politiker (KPD), MdL, Gewerkschafter                                                                  | 95    |       |
| 4. Oktober  | Sid McMath                          | US-amerikanischer Politiker, Gouverneur von Arkansas                                                            | 91    |       |
| 4. Oktober  | Bernd-Martin Müller                 | deutscher Sänger, Musiker Chorleiter und Songwriter christlicher Popmusik                                       | 40    |       |
| 4. Oktober  | Gustav Schmahl                      | deutscher Geiger und Hochschullehrer                                                                            | 73    |       |
| 4. Oktober  | Fred Tuttle                         | US-amerikanischer Milchbauer, Schauspieler und Kandidat für den Senat der Vereinigten Staaten für Vermont im... | 84    |       |
| 5. Oktober  | Nefise Akçelik                      | türkische Bauingenieurin                                                                                        |       |       |
| 5. Oktober  | Wil van Beveren                     | niederländischer Sprinter und Sportjournalist                                                                   | 91    |       |
| 5. Oktober  | Paul Bordier                        | französischer Kolonialbeamter                                                                                   | 82    |       |
| 5. Oktober  | Pio Fioroni                         | Schweizer Zoologe                                                                                               | 70    |       |
| 5. Oktober  | Neil Postman                        | US-amerikanischer Medienwissenschaftler und Sachbuch-Autor                                                      | 72    |       |
| 5. Oktober  | Denis Quilley                       | britischer Schauspieler und Sänger                                                                              | 75    |       |
| 5. Oktober  | Dan Snyder                          | kanadischer Eishockeyspieler                                                                                    | 25    |       |
| 5. Oktober  | Annalena Tonelli                    | italienische Entwicklungshelferin in Afrika                                                                     | 60    |       |
| 5. Oktober  | Timothy Treadwell                   | US-amerikanischer Umweltschützer                                                                                | 46    |       |
| 5. Oktober  | Dwain Weston                        | australischer Extremsportler, Basejumper                                                                        | 30    |       |
| 6. Oktober  | Joe Baker                           | englisch-schottischer Fußballspieler und -trainer                                                               | 63    |       |
| 6. Oktober  | Armando Crispino                    | italienischer Drehbuchautor und Filmregisseur                                                                   | 77    |       |
| 6. Oktober  | Herbert Keutner                     | deutscher Kunsthistoriker                                                                                       | 87    |       |
| 6. Oktober  | Perez Leshem                        | jüdisch-zionistischer Aktivist, israelischer Diplomat                                                           | 100   |       |
| 6. Oktober  | Jakob Müller                        | Schweizer Unternehmer                                                                                           | 87    |       |
| 7. Oktober  | Izzy Asper                          | kanadischer Politiker und Medienunternehmer                                                                     | 71    |       |
| 7. Oktober  | Arthur Victor Berger                | US-amerikanischer Komponist, Musikpädagoge und -kritiker                                                        | 91    |       |
| 7. Oktober  | Peter Gullin                        | schwedischer Jazz-Saxophonist                                                                                   | 44    |       |
| 7. Oktober  | Henry Herbert, 17. Earl of Pembroke | britischer Adliger, Filmregisseur und -produzent                                                                | 64    |       |
| 7. Oktober  | Eleanor Lambert                     | US-amerikanische Modejournalistin                                                                               | 100   |       |
| 8. Oktober  | Kozō Andō                           | japanischer Kendoka und Professor                                                                               | 63    |       |
| 8. Oktober  | Marcel Naville                      | Schweizer Bankier, Präsident des Internationalen Komitees vom Roten Kreuz (1969–1973)                           | 84    |       |
| 8. Oktober  | Petter Thomassen                    | norwegischer Politiker (Høyre) und Manager                                                                      | 62    |       |
| 9. Oktober  | Justinas Bašinskas                  | litauischer Komponist                                                                                           | 80    |       |
| 9. Oktober  | Klaus Baumgärtner                   | Sprachwissenschaftler und Professor an der Universität Stuttgart                                                | 71    |       |
| 9. Oktober  | Richard R. Conger                   | US-amerikanischer Fotograf                                                                                      | 82    |       |
| 9. Oktober  | Alfred Dellheim                     | deutscher Werkdirektor der Berliner Werkzeugmaschinenfabrik (BFW) in der DDR und SED-Funktionär                 | 79    |       |
| 9. Oktober  | Carl Fontana                        | US-amerikanischer Jazzposaunist                                                                                 | 75    |       |
| 9. Oktober  | Ruth Hall                           | US-amerikanische Schauspielerin                                                                                 | 92    |       |
| 9. Oktober  | Carolyn Heilbrun                    | US-amerikanische Schriftstellerin                                                                               | 77    |       |
| 9. Oktober  | Theo van der Horst                  | niederländischer Maler, Bildhauer, Grafiker und Glaser                                                          | 82    |       |
| 9. Oktober  | Don Lanphere                        | US-amerikanischer Jazz-Saxophonist                                                                              | 75    |       |
| 9. Oktober  | Karl-Heinz Mehlan                   | deutscher Sozialhygieniker                                                                                      | 87    |       |
| 9. Oktober  | Eva Nagy                            | österreichische Malerin und Grafikerin                                                                          | 81    |       |
| 9. Oktober  | Günter Oppenheimer                  | deutscher Pianist, Dirigent und Komponist                                                                       | 78    |       |
| 9. Oktober  | Hannes G. Pauli                     | Schweizer Medizinprofessor                                                                                      | 79    |       |
| 9. Oktober  | Antanas Rekašius                    | litauischer Komponist                                                                                           | 75    |       |
| 9. Oktober  | Karl Schneider                      | österreichischer Kaufmann und Politiker (ÖVP), Landtagsabgeordneter                                             | 85    |       |
| 9. Oktober  | Harald Söldner                      | deutscher Fußballspieler                                                                                        | 64    |       |
| 9. Oktober  | Aydın Tohumcu                       | türkischer Fußballspieler und -trainer                                                                          | 60    |       |
| 10. Oktober | Igor Andrejewitsch Borissow         | russischer Ruderer                                                                                              | 79    |       |
| 10. Oktober | Paolo Bozzi                         | italienischer Psychologe                                                                                        | 73    |       |
| 10. Oktober | Eila Hiltunen                       | finnische Bildhauerin                                                                                           | 80    |       |
| 10. Oktober | Victoria Horne                      | US-amerikanische Schauspielerin                                                                                 | 91    |       |
| 10. Oktober | Eugene Istomin                      | US-amerikanischer Pianist                                                                                       | 77    |       |
| 10. Oktober | Erwin Körber                        | deutscher Politiker (DBD)                                                                                       | 82    |       |
| 10. Oktober | Eve Newman                          | US-amerikanische Filmeditorin                                                                                   | 88    |       |
| 10. Oktober | Max Rayne, Baron Rayne              | britischer Unternehmer                                                                                          | 85    |       |
| 10. Oktober | Erwin Seitz                         | deutscher Politiker (CSU), MdL                                                                                  | 75    |       |
| 11. Oktober | Johann Abt                          | deutscher Rennfahrer und Firmengründer                                                                          | 67    |       |
| 11. Oktober | Edward T. Breathitt                 | US-amerikanischer Politiker                                                                                     | 78    |       |
| 11. Oktober | Omero Capanna                       | italienischer Kleindarsteller, Schauspieler und Stuntman                                                        | 61    |       |
| 11. Oktober | Kurt Fichtner                       | stellvertretender Vorsitzender des Ministerrates und Minister für Erzbergbau und Metallurgie der DDR            | 87    |       |
| 11. Oktober | Ivan A. Getting                     | US-amerikanischer Ingenieur                                                                                     | 91    |       |
| 11. Oktober | Rolf Heyer                          | deutscher Badmintonspieler                                                                                      | 45    |       |
| 11. Oktober | Fredy Knie senior                   | Schweizer Zirkusdirektor                                                                                        | 83    |       |
| 11. Oktober | Willi Neuenschwander                | Schweizer Politiker (SVP)                                                                                       | 74    |       |
| 11. Oktober | Heinz Schanz                        | deutscher Maler                                                                                                 | 76    |       |
| 11. Oktober | Georg-Siegfried Schmutzler          | deutscher Pfarrer und DDR-Widerstandskämpfer                                                                    | 88    |       |
| 11. Oktober | Peter Vielhauer                     | deutscher Mathematiker und Professor für Fernmeldetechnik                                                       | 72    |       |
| 12. Oktober | Daniel Paul Arulswamy               | indischer Geistlicher, Bischof von Kumbakonam                                                                   | 87    |       |
| 12. Oktober | Jim Cairns                          | australischer Politiker                                                                                         | 89    |       |
| 12. Oktober | Patrick Dalzel-Job                  | britischer Marineoffizier                                                                                       | 90    |       |
| 12. Oktober | Klaus Dieter Friedrich              | deutscher Politiker                                                                                             | 73    |       |
| 12. Oktober | Ruth Halbsguth                      | deutsche Schwimmerin                                                                                            | 86    |       |
| 12. Oktober | Klaus Kleine-Weischede              | deutscher Manager                                                                                               |       |       |
| 12. Oktober | Joan Kroc                           | US-amerikanische Philanthropin                                                                                  | 75    |       |
| 12. Oktober | Clemens Menze                       | deutscher Pädagoge und Rektor der Universität zu Köln                                                           | 75    |       |
| 12. Oktober | Martin Schetter                     | deutscher Politiker (CDU), MdB                                                                                  | 80    |       |
| 12. Oktober | Erwin Scheuch                       | deutscher Soziologe                                                                                             | 75    |       |
| 12. Oktober | Bill Shoemaker                      | US-amerikanischer Jockey                                                                                        | 72    |       |
| 12. Oktober | Anton Teyssen                       | deutscher Politiker (CDU), MdL                                                                                  | 80    |       |
| 12. Oktober | Dieter Unruh                        | deutscher Schauspieler, Regisseur, Intendant und Hörspielsprecher                                               | 76    |       |
| 13. Oktober | Bertram Brockhouse                  | kanadischer Physiker                                                                                            | 85    |       |
| 13. Oktober | Fritz Emonts                        | deutscher Pianist und Klavierpädagoge                                                                           | 83    |       |
| 13. Oktober | Alfons Müller                       | deutscher Politiker (CDU), MdB                                                                                  | 72    |       |
| 13. Oktober | Eduard Prugovečki                   | US-amerikanischer Physiker rumänischer Herkunft                                                                 | 66    |       |
| 13. Oktober | Laurence Ryan                       | irischer Geistlicher, Bischof von Kildare und Leighlin                                                          | 72    |       |
| 14. Oktober | François Béranger                   | französischer Sänger, Komponist und Libertärer                                                                  | 66    |       |
| 14. Oktober | Luigi Bongianino                    | italienischer Geistlicher, Bischof von Alba und Bischof von Tortona                                             | 83    |       |
| 14. Oktober | Zoltan Crișan                       | rumänischer Fußballspieler und -trainer                                                                         | 48    |       |
| 14. Oktober | Pierre Gloor                        | schweizerisch-kanadischer Neurologe, klinischer Neurophysiologe und Epileptologe                                | 80    |       |
| 14. Oktober | Moktar Ould Daddah                  | mauretanischer Politiker, Premierminister und Präsident von Mauretanien                                         | 78    |       |
| 14. Oktober | Heinz Quermann                      | deutscher Fernsehunterhalter                                                                                    | 82    |       |
| 14. Oktober | Miloš Sádlo                         | tschechischer Violoncellist und Musikpädagoge                                                                   | 91    |       |
| 14. Oktober | Kurt Schreiner                      | deutscher Fußballspieler und -trainer                                                                           | 79    |       |
| 15. Oktober | Anton Agreiter                      | italienischer römisch-katholischer Priester                                                                     | 69    |       |
| 15. Oktober | Friedrich Brückner-Rüggeberg        | deutscher Konzert- und Oratoriensänger                                                                          | 87    |       |
| 15. Oktober | Pierre Chanal                       | französischer Serienmörder                                                                                      | 56    |       |
| 15. Oktober | Benny Lévy                          | französischer Philosoph und Schriftsteller                                                                      | 58    |       |
| 15. Oktober | Antonín Liška                       | tschechischer Geistlicher und römisch-katholischer Bischof von Budweis                                          | 79    |       |
| 15. Oktober | Robert Müller                       | Schweizer Bildhauer                                                                                             | 83    |       |
| 15. Oktober | Karl Heinz Pepper                   | deutscher Unternehmer und Investor                                                                              | 93    |       |
| 15. Oktober | Yves Ravaleu                        | französischer Radrennfahrer                                                                                     | 58    |       |
| 16. Oktober | Benito Stanislao Andreotti          | italienischer Priester, Abt von Subiaco                                                                         | 79    |       |
| 16. Oktober | James M. Hanley                     | US-amerikanischer Politiker                                                                                     | 83    |       |
| 16. Oktober | Stu Hart                            | kanadischer Wrestler, Wrestlingtrainer und Promoter                                                             | 88    |       |
| 16. Oktober | Henriette Kühn-Röschle              | deutsche Medienunternehmerin                                                                                    | 77    |       |
| 16. Oktober | Gottfried North                     | deutscher Postbeamter, Philatelist und Postgeschichtler                                                         | 83    |       |
| 16. Oktober | László Papp                         | ungarischer Boxer                                                                                               | 77    |       |
| 16. Oktober | Ignatius Jerome Strecker            | US-amerikanischer Geistlicher, Erzbischof von Kansas City                                                       | 85    |       |
| 17. Oktober | Herbert Andorfer                    | österreichischer Waffen-SS-Obersturmführer, Kommandant des KZ Sajmište und beteiligt an Verbrechen eines SS-... | 92    |       |
| 17. Oktober | Michael Grieb                       | deutscher Politiker (SED), Vorsitzender des Rates des Bezirkes Schwerin                                         | 82    |       |
| 17. Oktober | Yrjö von Grönhagen                  | finnischer Autor und Forscher                                                                                   | 92    |       |
| 17. Oktober | Rudolf Hauck                        | deutscher Gewerkschafter und Politiker (SPD), MdB                                                               | 79    |       |
| 17. Oktober | Beth Bowman Hess                    | US-amerikanische Soziologin und Gerontologin                                                                    | 75    |       |
| 17. Oktober | Nils Hjelmström                     | schwedischer Skispringer                                                                                        | 88    |       |
| 17. Oktober | Dennis Patrick O’Neil               | US-amerikanischer Geistlicher, Weihbischof in San Bernardino                                                    | 63    |       |
| 17. Oktober | Janice Rule                         | US-amerikanische Schauspielerin und Psychoanalytikerin                                                          | 72    |       |
| 17. Oktober | Bernard Schwartz                    | US-amerikanischer Filmproduzent                                                                                 | 85    |       |
| 18. Oktober | William C. Cramer                   | US-amerikanischer Politiker                                                                                     | 81    |       |
| 18. Oktober | Sverri Djurhuus                     | färöischer Autor und färöischer Freiwilliger im Zweiten Weltkrieg                                               | 83    |       |
| 18. Oktober | Horst von Engerth                   | deutsch-österreichischer Maschinenbauingenieur, Braumeister und Hochschullehrer                                 | 89    |       |
| 18. Oktober | Rodolfo Freude                      | argentinischer Geheimdienstoffizier, NS-Fluchthelfer                                                            | 83    |       |
| 18. Oktober | Walter Jagenburg                    | deutscher Rechtswissenschaftler                                                                                 | 66    |       |
| 18. Oktober | Attila Kotányi                      | ungarischer Schriftsteller und Architekt                                                                        | 79    |       |
| 18. Oktober | Walter Kreppel                      | deutscher Opernsänger                                                                                           | 80    |       |
| 18. Oktober | Kurt Lemcke                         | deutscher Geologe                                                                                               | 89    |       |
| 18. Oktober | Bill Orban                          | kanadischer Sportwissenschaftler                                                                                | 82    |       |
| 18. Oktober | Preston Smith                       | US-amerikanischer Politiker und Gouverneur des Bundesstaates Texas (1969–1973)                                  | 91    |       |
| 18. Oktober | Manuel Vázquez Montalbán            | spanischer (Kriminal-)Schriftsteller, Essayist und Journalist                                                   | 64    |       |
| 19. Oktober | Guido Bachmann                      | Schweizer Schriftsteller und Schauspieler                                                                       | 63    |       |
| 19. Oktober | Franz Barrenstein                   | deutscher Regisseur                                                                                             | 89    |       |
| 19. Oktober | Franziska Fast                      | österreichische Metallarbeiterin, Volksanwältin und Politikerin (SPÖ), Landtagsabgeordnete, Abgeordnete zum ... | 78    |       |
| 19. Oktober | Michael Hegstrand                   | US-amerikanischer Wrestler                                                                                      |       |       |
| 19. Oktober | Alija Izetbegović                   | bosnischer Politiker und islamischer Aktivist                                                                   | 78    |       |
| 19. Oktober | Hans-Helmut Klose                   | deutscher Marineoffizier, zuletzt Admiral und Befehlshaber der Flotte                                           | 87    |       |
| 19. Oktober | Alwin Kulawig                       | saarländischer Politiker (SPD), MdL, MdB, MdEP                                                                  | 77    |       |
| 19. Oktober | Gottfried Mairwöger                 | österreichischer Maler                                                                                          | 52    |       |
| 19. Oktober | Margaret Murie                      | US-amerikanische Naturforscherin, Naturschützerin und Schriftstellerin                                          | 101   |       |
| 19. Oktober | Nello Pagani                        | italienischer Motorradrennfahrer                                                                                | 92    |       |
| 19. Oktober | Howard W. Polsky                    | US-amerikanischer Sozialarbeitswissenschaftler                                                                  | 75    |       |
| 19. Oktober | Guy Rolfe                           | britischer Schauspieler                                                                                         | 91    |       |
| 20. Oktober | Sinaida Trofimowna Artjuschenko     | sowjetische und russische Botanikerin                                                                           | 87    |       |
| 20. Oktober | František Balvín                    | tschechoslowakischer Skilangläufer                                                                              | 87    |       |
| 20. Oktober | Karl-Heinrich Bonn                  | deutscher Autor                                                                                                 | 76    |       |
| 20. Oktober | Maxine Daniels                      | britische Jazzsängerin                                                                                          | 72    |       |
| 20. Oktober | Frank Delitz                        | deutscher Heimatforscher                                                                                        | 64    |       |
| 20. Oktober | Jack Elam                           | US-amerikanischer Schauspieler                                                                                  | 82    |       |
| 20. Oktober | Ulrich Grigull                      | deutscher Thermodynamiker                                                                                       | 91    |       |
| 20. Oktober | Ferry Mesman                        | niederländischer Fußballspieler                                                                                 | 78    |       |
| 20. Oktober | Miodrag Petrović Čkalja             | serbischer Schauspieler                                                                                         | 79    |       |
| 20. Oktober | Emma Rossi                          | san-marinesische Politikerin                                                                                    | 51    |       |
| 20. Oktober | Kurt Steiner                        | österreichisch-US-amerikanischer Politikwissenschaftler                                                         | 91    |       |
| 20. Oktober | Josef Thoman                        | österreichischer Politiker (ÖVP), Präsident des Tiroler Landtages                                               | 79    |       |
| 20. Oktober | Rupert Timpl                        | österreichisch-deutscher Biochemiker                                                                            | 67    |       |
| 21. Oktober | Luis A. Ferré                       | puerto-ricanischer Politiker                                                                                    | 99    |       |
| 21. Oktober | Louise Day Hicks                    | US-amerikanische Politikerin                                                                                    | 87    |       |
| 21. Oktober | Wolfgang Köhler                     | deutscher Komponist und Organist                                                                                | 80    |       |
| 21. Oktober | Werner Krüger                       | deutscher Luftfahrtingenieur und Erfinder                                                                       | 92    |       |
| 21. Oktober | Tomáš Pospíchal                     | tschechischer Fußballspieler und Fußballtrainer                                                                 | 67    |       |
| 21. Oktober | Elliott Smith                       | US-amerikanischer Musiker                                                                                       | 34    |       |
| 21. Oktober | Günter Stüttgen                     | deutscher Dermatologe                                                                                           | 84    |       |
| 21. Oktober | Arturo Warman                       | mexikanischer Anthropologe, Ethnologe und Politiker (PRI)                                                       | 66    |       |
| 22. Oktober | Ron Collier                         | kanadischer Jazzposaunist, Komponist und Arrangeur                                                              | 73    |       |
| 22. Oktober | Karl Grünner                        | österreichischer Politiker (SPÖ), Landtagsabgeordneter                                                          | 70    |       |
| 22. Oktober | Karl Mädler                         | deutscher Paläobotaniker und Palynologe                                                                         | 100   |       |
| 22. Oktober | Paul M. Orso                        | US-amerikanischer Bischof                                                                                       | 84    |       |
| 22. Oktober | Ludwig Soumagne                     | deutscher Mundartdichter                                                                                        | 76    |       |
| 23. Oktober | Joachim Broy                        | deutscher Heilpraktiker                                                                                         | 82    |       |
| 23. Oktober | Vlasta Depetrisová                  | tschechische Tischtennisspielerin                                                                               | 82    |       |
| 23. Oktober | Wolodymyr Drosd                     | ukrainischer Schriftsteller und Journalist                                                                      | 64    |       |
| 23. Oktober | Lloyd Arthur Eshbach                | US-amerikanischer SF-Autor und Herausgeber                                                                      | 93    |       |
| 23. Oktober | Hubertus Carl Frey                  | deutscher Grafikdesigner und Art Director                                                                       | 74    |       |
| 23. Oktober | Hubert Katzmarz                     | deutscher Schriftsteller, Herausgeber, Verleger, Übersetzer                                                     | 50    |       |
| 23. Oktober | Eberhard Kraus                      | deutscher Organist, Cembalist und Komponist                                                                     | 72    |       |
| 23. Oktober | Michael Noetzel                     | deutscher Politiker (SPD), MdA                                                                                  | 77    |       |
| 23. Oktober | Song Meiling                        | chinesische Ehefrau des Staatsführers der Republik China Chiang Kai-shek                                        | 106   |       |
| 23. Oktober | Fritz Reichert-Facilides            | deutscher Rechtswissenschaftler und Hochschullehrer                                                             | 73    |       |
| 23. Oktober | Eraldo Volonté                      | italienischer Jazzmusiker und Bandleader                                                                        | 85    |       |
| 24. Oktober | Max Appis                           | deutscher Fußballspieler                                                                                        | 77    |       |
| 24. Oktober | Vincas Kęstutis Babilius            | litauischer Politiker, Mitglied des Seimas                                                                      | 66    |       |
| 24. Oktober | Bob Bailey                          | kanadischer Eishockeyspieler                                                                                    | 72    |       |
| 24. Oktober | Hans Bandel                         | deutscher Architekt der Nachkriegszeit                                                                          | 84    |       |
| 24. Oktober | Half-A-Mill                         | US-amerikanischer Rapper                                                                                        | 30    |       |
| 24. Oktober | Malte Johnson                       | schwedischer Jazz- und Unterhaltungsmusiker (Saxophon) und Orchesterleiter                                      | 93    |       |
| 24. Oktober | Karl-Ernst Petzold                  | deutscher Althistoriker                                                                                         | 85    |       |
| 24. Oktober | Baldur Springmann                   | deutscher Landwirt, Schriftsteller und Politiker (ÖDP)                                                          | 91    |       |
| 24. Oktober | Peter Sykes                         | britischer Chemiker (Organische Chemie)                                                                         | 80    |       |
| 24. Oktober | Helmut Wendelborn                   | deutscher Unternehmer und Politiker (CDU), MdB                                                                  | 76    |       |
| 24. Oktober | Karl-Heinrich Wirschinger           | deutscher Rechtsanwalt                                                                                          | 92    |       |
| 25. Oktober | Thorleif Aamodt                     | norwegischer Organist und Komponist                                                                             | 94    |       |
| 25. Oktober | Primo Angeli                        | italienischer Jazz- und Unterhaltungsmusiker                                                                    | 97    |       |
| 25. Oktober | Milada Blekastad                    | tschechisch-norwegische Literaturhistorikerin, Übersetzerin, Kulturschaffende und Staatsstipendiatin            | 86    |       |
| 25. Oktober | Veikko Hakulinen                    | finnischer Skilangläufer und Biathlet                                                                           | 78    |       |
| 25. Oktober | Behram Kurşunoğlu                   | türkischer Physiker                                                                                             | 81    |       |
| 25. Oktober | Richard Leibler                     | US-amerikanischer Kryptologe und Mathematiker                                                                   | 89    |       |
| 25. Oktober | Francisco Tanzer                    | deutsch-österreichischer Autor                                                                                  | 82    |       |
| 25. Oktober | Mario Vitale                        | italienischer Filmschauspieler                                                                                  | 80    |       |
| 25. Oktober | Werner Zeil                         | deutscher Geologe                                                                                               | 83    |       |
| 26. Oktober | Franz Braumann                      | österreichischer Schriftsteller                                                                                 | 92    |       |
| 26. Oktober | Roberto García Morillo              | argentinischer Komponist                                                                                        | 92    |       |
| 26. Oktober | Leopold Hrazdil                     | österreichischer Politiker (SPÖ); Bürgermeister von Villach                                                     | 79    |       |
| 26. Oktober | Hans-Joachim Jabs                   | deutscher Offizier, Flieger der Luftwaffe im Zweiten Weltkrieg                                                  | 85    |       |
| 26. Oktober | Elem Germanowitsch Klimow           | russischer Filmregisseur                                                                                        | 70    |       |
| 26. Oktober | Heinz Piontek                       | deutscher Schriftsteller                                                                                        | 77    |       |
| 26. Oktober | Helwig Pütter                       | deutscher Maler                                                                                                 |       |       |
| 26. Oktober | Ignacio Salas Gallardo              | mexikanischer Fußballspieler                                                                                    | 65    |       |
| 26. Oktober | Jürgen Simon                        | deutscher Radrennfahrer                                                                                         | 65    |       |
| 26. Oktober | Peter Niklas Wilson                 | deutscher Jazzbassist, Musikwissenschaftler und -journalist                                                     | 46    |       |
| 27. Oktober | John William Atkinson               | US-amerikanischer Psychologe                                                                                    | 79    |       |
| 27. Oktober | Johnny Boyd                         | US-amerikanischer Autorennfahrer                                                                                | 77    |       |
| 27. Oktober | Richard von Elsner                  | deutscher Maschinenbauingenieur und Hochschullehrer                                                             | 89    |       |
| 27. Oktober | Rodolfo Ganzon                      | philippinischer Politiker                                                                                       |       |       |
| 27. Oktober | Reinhold Hennig                     | deutscher NDPD-Funktionär und Journalist                                                                        | 84    |       |
| 27. Oktober | Otto Keller                         | Schweizer Politiker (FDP) und Unternehmer                                                                       | 87    |       |
| 27. Oktober | Brington Buhai Lyngdoh              | indischer Politiker                                                                                             | 81    |       |
| 27. Oktober | Kewalram Ratanmal Malkani           | indischer Autor, Journalist und Politiker                                                                       | 81    |       |
| 27. Oktober | François Mautin                     | französischer Eishockeyspieler                                                                                  | 96    |       |
| 27. Oktober | Emil Preissinger                    | deutscher Metzgermeister und Politiker (CSU)                                                                    | 91    |       |
| 27. Oktober | Irma Tschudi-Steiner                | Schweizer Pharmazeutin und Medizinerin                                                                          | 91    |       |
| 27. Oktober | Walter Washington                   | US-amerikanischer Politiker, Bürgermeister von Washington, D.C.                                                 | 88    |       |
| 28. Oktober | Ludwig Altig                        | deutscher Fußballspieler                                                                                        | 77    |       |
| 28. Oktober | Sally Baldwin                       | britische Sozialwissenschaftlerin und Hochschullehrerin                                                         | 62    |       |
| 28. Oktober | Georg Jakob Best                    | deutscher Maler, Grafiker und Bildhauer                                                                         | 100   |       |
| 28. Oktober | Marie Maynard Daly                  | US-amerikanischer Biochemikerin                                                                                 | 82    |       |
| 28. Oktober | Emily Gerstner-Hirzel               | Schweizer Philologin und Volkskundlerin                                                                         | 80    |       |
| 28. Oktober | Edward Hartwig                      | polnischer Fotograf                                                                                             | 94    |       |
| 28. Oktober | Wladimir Kaluschin                  | russischer Europameister im Fernschach                                                                          | 67    |       |
| 28. Oktober | Joan Perucho                        | katalanisch-spanischer Schriftsteller                                                                           | 82    |       |
| 28. Oktober | Wolfgang Pfeiffer                   | deutsch-brasilianischer Kunsthistoriker und Sachbuchautor                                                       |       |       |
| 28. Oktober | Aleksandar Iwanow Rajtschew         | bulgarischer Komponist                                                                                          | 81    |       |
| 29. Oktober | Eduard Buess                        | Schweizer evangelischer Geistlicher und Hochschullehrer                                                         | 90    |       |
| 29. Oktober | Hal Clement                         | US-amerikanischer Science-Fiction-Schriftsteller                                                                | 81    |       |
| 29. Oktober | Franco Corelli                      | italienischer Opernsänger Spinto-Tenor und dramatischer Tenor des italienischen und französischen Opernreper... | 82    |       |
| 29. Oktober | Gerrie Deijkers                     | niederländischer Fußballspieler                                                                                 | 56    |       |
| 29. Oktober | Rodolfo Ganzon                      | philippinischer Politiker                                                                                       |       |       |
| 29. Oktober | Alexander Grossman                  | Schweizer Journalist und Schriftsteller                                                                         | 94    |       |
| 29. Oktober | Mihoko Koyama                       | japanische Unternehmerin und Gründerin einer spirituellen Bewegung                                              | 93    |       |
| 29. Oktober | Steve Yaconelli                     | US-amerikanischer Kameramann                                                                                    | 62    |       |
| 30. Oktober | Franco Bonisolli                    | italienischer Opernsänger (Tenor)                                                                               | 66    |       |
| 30. Oktober | Abel Ehrlich                        | israelischer Komponist                                                                                          | 88    |       |
| 30. Oktober | Khosro Haghgosha                    | iranischer Radrennfahrer                                                                                        | 55    |       |
| 30. Oktober | Josef Hemmerle                      | deutscher Historiker, Archivleiter                                                                              | 88    |       |
| 30. Oktober | Aydın Hüseynov                      | aserbaidschanischer Schachspieler                                                                               | 47    |       |
| 30. Oktober | Börje Leander                       | schwedischer Fußballspieler                                                                                     | 85    |       |
| 30. Oktober | Markus Mattmüller                   | Schweizer Historiker                                                                                            | 75    |       |
| 30. Oktober | Friedrich Mayer                     | deutscher Politiker (CDU der DDR), MdV                                                                          | 84    |       |
| 30. Oktober | Steve O’Rourke                      | britischer Musikmanager, Rennstallbesitzer und Autorennfahrer                                                   | 63    |       |
| 30. Oktober | Miguel Antonio Salas Salas          | venezolanischer Geistlicher, Erzbischof von Mérida                                                              | 88    |       |
| 30. Oktober | Mike Yaconelli                      | US-amerikanischer Pastor, Autor und Gründer von Youth Specialties und The Wittenburg Door                       | 61    |       |
| 31. Oktober | Georges Biard                       | französischer Geistlicher, katholischer Bischof                                                                 | 78    |       |
| 31. Oktober | Semmangudi Srinivasa Iyer           | indischer Sänger der Karnatischen Musik                                                                         | 95    |       |
| 31. Oktober | Entsuba Katsuzō                     | japanischer Bildhauer                                                                                           | 97    |       |
| 31. Oktober | Hans Heierli                        | Schweizer Geologe                                                                                               | 75    |       |
| 31. Oktober | Richard E. Neustadt                 | US-amerikanischer Politikwissenschaftler und Präsidentenberater                                                 | 84    |       |
| Oktober     | Hans Hauck                          | deutscher Mann                                                                                                  | 83    |       |
| Oktober     | Li Ling-Ai                          | US-amerikanische Schriftstellerin, Schauspielerin und Filmproduzentin                                           | 95    |       |
| Oktober     | Inge List                           | österreichische Schauspielerin                                                                                  | 86    |       |
| Oktober     | Eva de Maizière                     | deutsche Bildhauerin und Graphikerin                                                                            | 88    |       |
| Oktober     | Karl Radlbeck                       | deutscher Architekt und Baubeamter im Dienst der Deutschen Bundesbahn                                           | 75    |       |
| Oktober     | Franca Settembrini                  | italienische Künstlerin der Art brut                                                                            |       |       |